# 莫达萨
莫达萨（羅馬化：Modāsa）是印度古吉拉特邦阿拉瓦利县的一个城镇。总人口54056（2001年）。

## 人口
该地2001年总人口54056人，其中男性27814人，女性26242人；0—6岁人口6880人，其中男3713人，女3167人；识字率74.33%，其中男性为81.20%，女性为67.04%。